# ديفيد تورنر (مجدف)
ديفيد تورنر (بالإنجليزية: David Turner)‏ هو مجدف أمريكي، ولد في 23 سبتمبر 1923 في أوكلاند في الولايات المتحدة، وتوفي في 26 يونيو 2015 في جاكسونفيل في الولايات المتحدة.

## وصلات خارجية
- ديفيد تورنر على موقع الاتحاد الدولي للتجديف (الإنجليزية)
- ديفيد تورنر على موقع اللجنة الأولمبية الدولية (الإنجليزية)
- ديفيد تورنر على موقع أوليمبيديا (الإنجليزية)